# 郑异凡
郑异凡（1935年—），生于江苏南京，浙江江山人，中华人民共和国历史学家，主要研究苏联历史及马克思主义。

## 生平
1952年毕业于复旦大学中文系，1954年至1959年留学苏联列宁格勒大学历史系，后担任中央编译局研究员、 俄罗斯研究中心顾问、俄罗斯东欧中亚学会常务理事及北京大学兼职教授。1956年苏共二十大打破了他此前的信念，回国后价值观被文化大革命颠覆。1980年开始重新评价原苏联领导人布哈林的“阶级斗争熄灭论”，认为布哈林没有违反马克思主义，而是斯大林的“阶级斗争尖锐化”理论与马克思主义相违背。